# Ilha Lété

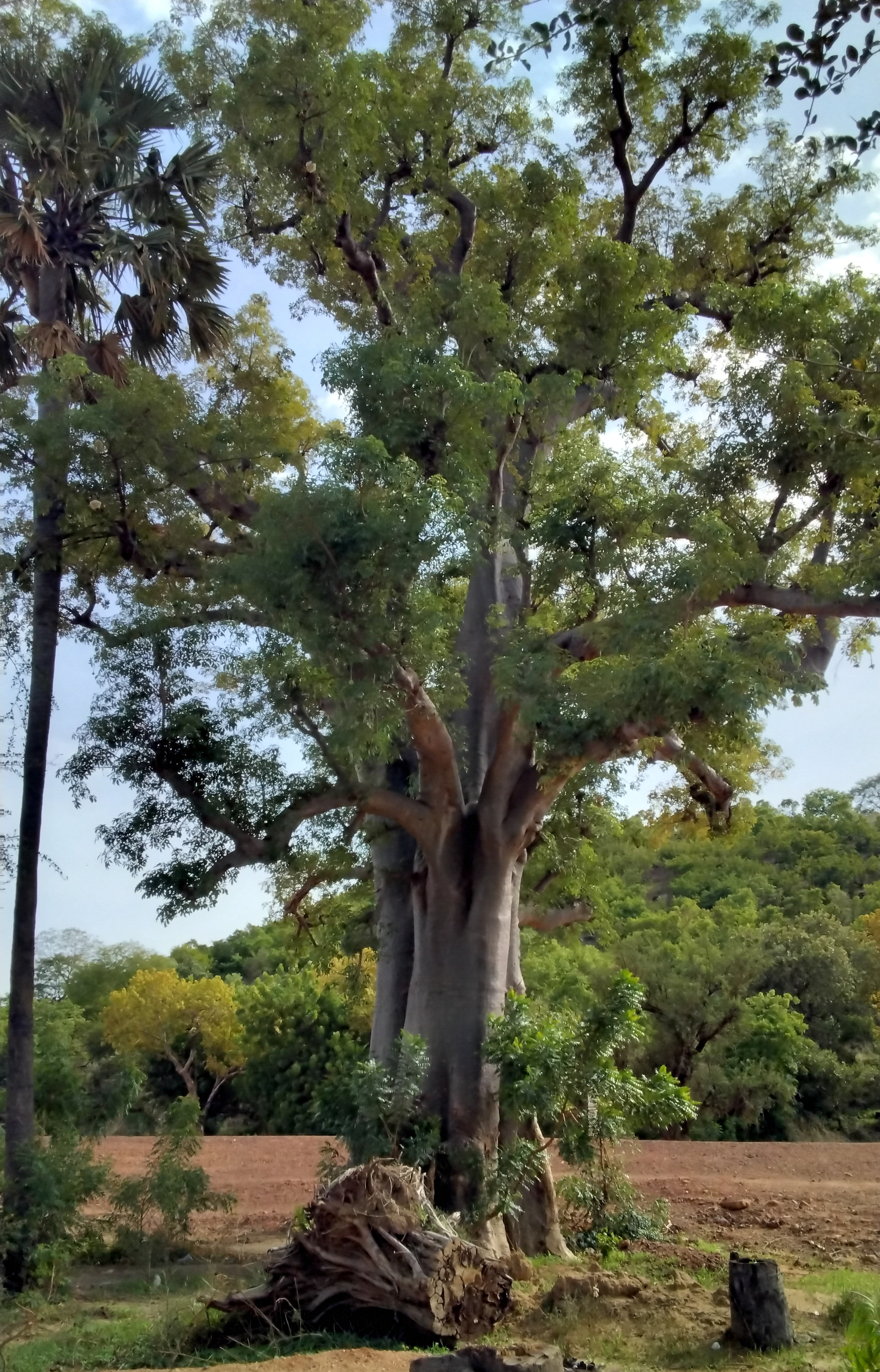
⠀⠀⠀⠀⠀⠀

A ilha Lété é uma ilha no rio Níger com cerca de 16 km de comprimento e 4 km de largura, situada a cerca de 40 km de Gaya, no Níger. Em conjunto com outras ilhas menores no rio Níger, foi objeto de disputa territorial entre o Níger e o Benim, que começou quando os dois estados ainda eram colónias francesas. A ilha, bem como terras em redor ocasionalmente submersas com as cheias do rio Níger, tem grande valor para os Puel (Fulas) que são criadores de gado, como local para pastagem das manadas.
O Níger e o Benim quase entraram em conflito armando por causa da fronteira em 1963 mas por fim conseguiram resolver a questão por meios pacíficos. No início da década de 1990, uma comissão de delimitação conjunta foi encarregue de resolver o problema, mas não o conseguiu. Em 2001 as partes escolheram o Tribunal Internacional de Justiça para arbitrar, e este decidiu em favor do Níger em 2005.